# فينتوتيني
بنت برّة أو (نقحرة: فينتوتيني) (بالإيطالية: Ventotene)‏، وعرفت في العصر الروماني المعروف باسم بانداتاريا Pandataria أو بانداتيريا Pandateria من اليونانية باندانتيريا (باليونانية القديمة: Πανδατερία) أو بانداتوريا (اليونانية القديمة: Πανδατωρία)،  هي إحدى جزر البونتين في البحر التيراني، على بعد 46 كيلومترا (25 ميل بحري) قبالة ساحل جيتا على الحدود بين لاتسيو وكامبانيا في إيطاليا. ضمت بلدية بنت برة التابعة لمقاطعة لاتينا (لاتسيو) ما مجموعه 708 مقيم دائم حسب تعداد عام 2008.

## السكان
في سنة 1861 بلغ عدد السكان 1٬163 نسمة، وتطور العدد ليصل في سنة 2011 لـ 691 نسمة.
يظهر هذا المخطط البياني تطور النمو السكاني لـ فينتوتيني

## الجغرافيا
الجزيرة هي من بقايا بركان قديم، وتمتد بطول 3 كيلومترات (2 ميل) وبعرض أقصى حوالي 800 متر (2,625 قدم).
وتضم البلدية جزيرة سانتو ستيفانو الصغيرة التي تبعد كيلومترين (ميل واحد) إلى الشرق، وهي موقع سجن ضخم، وهو مغلق الآن. وهناك جزيرة أخرى تدعى بونزا وتقع 40 كم (25 ميل) إلى الغرب.

## التاريخ

### الإمبراطورية الرومانية
عرفت بانداتاريا بأنها كانت الجزيرة التي نفى إليها الإمبراطور أغسطس ابنته جوليا الكبرى في عام 2 قبل الميلاد عقابا لها على إفراطها في الزنا. ثم قام الإمبراطور تيبريوس لاحقا بنفي أغريبينا الكبرى حفيدة أغسطس عام 29 ميلادية (الكتاب الأول من حوليات تاكيتوس)، ولقيت حتفها في 18 أكتوبر 33 ميلادي، ويحتمل أن وفاتها كانت بسبب سوء التغذية. أصبح غايوس بن أغريبينا (المعروف باسم كاليجولا) إمبراطورا في عام 37 ميلادي، وذهب إلى بانداتاريا لجمع رفاتها وعاد بها إلى روما. تم نفي يوليا ليفيلا، الابنة الصغرى لأغريبينا الكبرى، إلى باندياتريا مرتين: أول مرة على يد شقيقها كاليجولا بعد أن تآمرت للإطاحة به، والمرة الثانية على يد عمها، الإمبراطور كلوديوس، بتحريض من زوجته ميسالينا في عام 41 ميلادي.
تم قتل يوليا ليفيلا سرا بإجاعتها حتى الموت، ويحتمل أن رفاتها عاد إلى روما عندما أصبحت شقيقتها الكبرى، أغريبينا الصغرى، ذات تأثير على زوجة كلوديوس. تم نفي سيدة أخرى بارزة من سلالة يوليو كلوديان إلى الجزيرة، وهي كلوديا أوكتافيا، التي كانت الزوجة الأولى للإمبراطور نيرون، وذلك في عام 62 م ثم أعدمت بناء على أوامر زوجها (الكتاب 14 من حوليات تاكيتوس).
وهي أيضا الجزيرة التي نفيت إليها القديسة فلافيا دوميتيلا، حفيدة الإمبراطور فيسباسيان.

### القرن العشرين
أنشئ سجون تحت إمرة أسرة بوربون وأعيد ترتيمه في عهد بنيتو موسوليني في جزيرة سانتو ستيفانو القريبة. سجن هناك ما يصل إلى 700 معارض، بما في ذلك 400 شيوعي، في الفترة بين عامي 1939 و1943. أحدهم كان ألتييرو سبينيلي الذي كتب هناك نصا يعرف الآن باسم «بيان بنت برة»، وروج فيه لفكرة أوروبا الاتحادية بعد الحرب.
كانت الجزيرة موطنا لحامية ألمانية مؤلفة من 114 رجلا خلال الحرب العالمية الثانية، والتي دافع عن محطة رادار رئيسية هناك. وفي ليلة 8 ديسمبر 1943، تسلل قارب أمريكي خفية إلى ميناء بنت برة وأنول 46 مظلي أمريكي من كتيبة مظليي المشاة 509. التقى المظليون مع منفى محلي من البر الإيطالي الرئيسي والذي كذب بعد ذلك على القائد الألماني بأن هناك فوجا من المظليين على الجزيرة أنزلته سفينة من الحلفاء. دمر القائد الألماني المذعور موقعه وأسلحته وسرعان ما استسلم للقوة الأمريكية الضعيفة قبل أن يدرك خطأه. تم تحرير بنت برة في الثالثة صباحا دون إطلاق رصاصة واحدة. ذكر جون شتاينبيك هذه القصة في كتابه "Once There Was A War".
في أغسطس 2016، التقى رئيس الوزراء الإيطالي ماتيو رينزي مع المستشارة الألمانية أنجيلا ميركل والرئيس الفرنسي فرانسوا هولاند على بنت برة لوضع إكليل من الزهور على قبر ألتييرو سبينيلي ومراجعة سياسة الاتحاد الأوروبي في ضوء انسحاب بريطانيا الوشيك من الاتحاد الأوروبي.

## المواصلات
ترتبط الجزيرة عن طريق العبارة وخدمة هدروفويل إلى فورميا وأنسيو. ويضاف إليها الرحلات الصيفية من وإلى إسكيا.

## المنارة

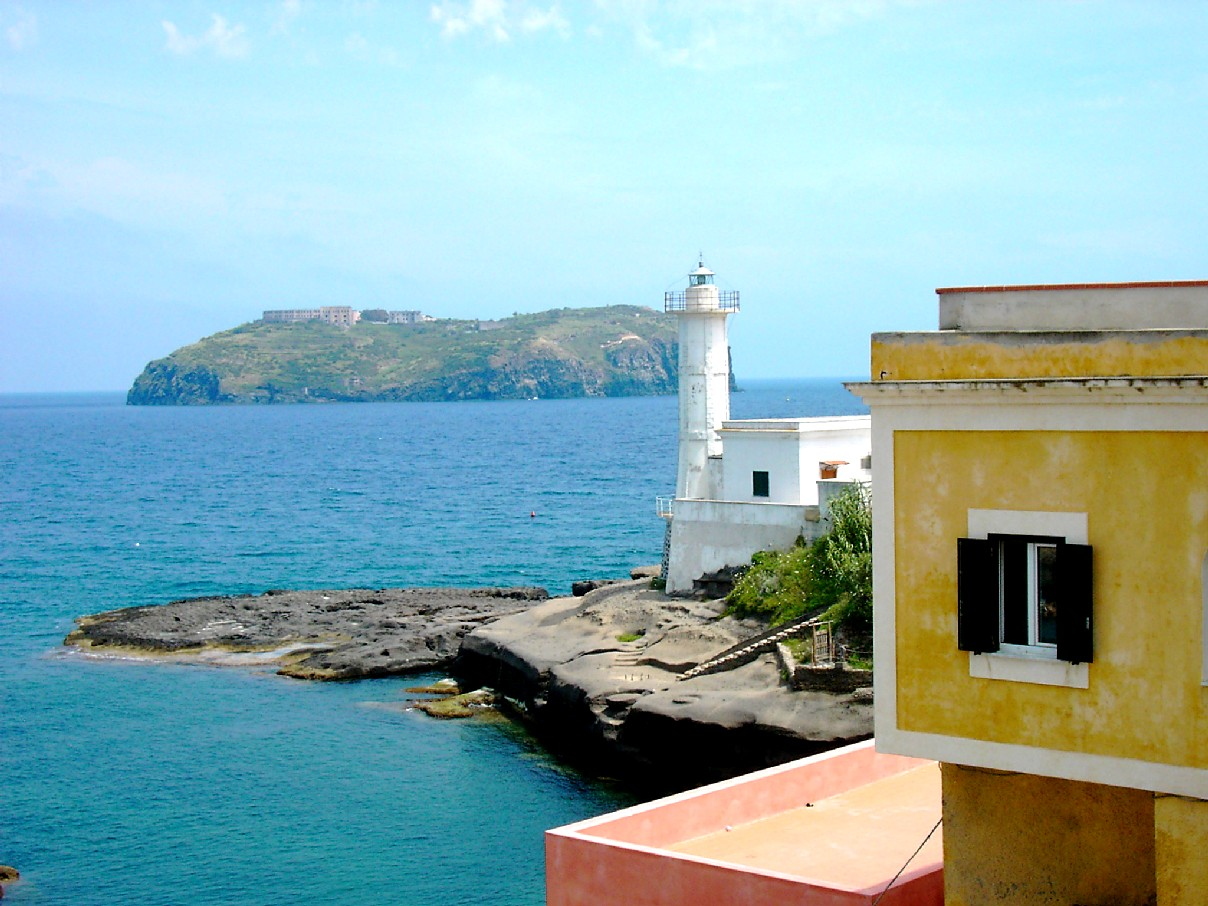
المنارة

منارة بنت برة (بالإيطالية: Faro di Ventotene)‏ هي منارة نشطة على جزيرة بنت برة نصبت بالقرب من بورتو رومانو. وقد بنيت المنارة الحالية في عام 1891، وهي عبارة برج أسطواني متصل بمنزل حارس المنارة. يبلغ ارتفاعها 16 مترا (52 قدما) وينبعث منها ضوء أبيض واحد لفترة خمس ثوان ويكون مرئيا لمسافة تصل إلى 15 ميلا بحريا (28 كم و17 ميلا). يتم تشغيل المنارة من قبل خدمة المنارات من البحرية الإيطالية ويتم تحديدها من قبل رمز رقم 1716 E.F.

## المعالم السياحية الرئيسية
أبقى الميناء بعض الأبنية من الهيكل الروماني القديم؛ وتوجد على الجزيرة أيضا بقايا من الأبنية وشبكات مستجمعات مياه الأمطار من القنوات والصهاريج المحفورة في الصخر، حيث لا توجد ينابيع طبيعية في الجزيرة، ويتم شحن المياه العذبة اليوم في ناقلات.
في يوليو 2009، أعلن علماء الآثار اكتشاف «مقبرة» من خمس سفن رومانية قديمة في المياه العميقة قبالة بنت برة، وتحمل بضائع من زيت الزيتون والملابس وسبائك المعادن بحالتها الأصلية. حملت إحدى السفن حمولة كاملة من طعام يدعى مورتاريوم، حيث تكون الأطعمة مطحونة أو مهروسة. تم عرض بعض هذه الأشياء على الفور في بنت برة.

## صور

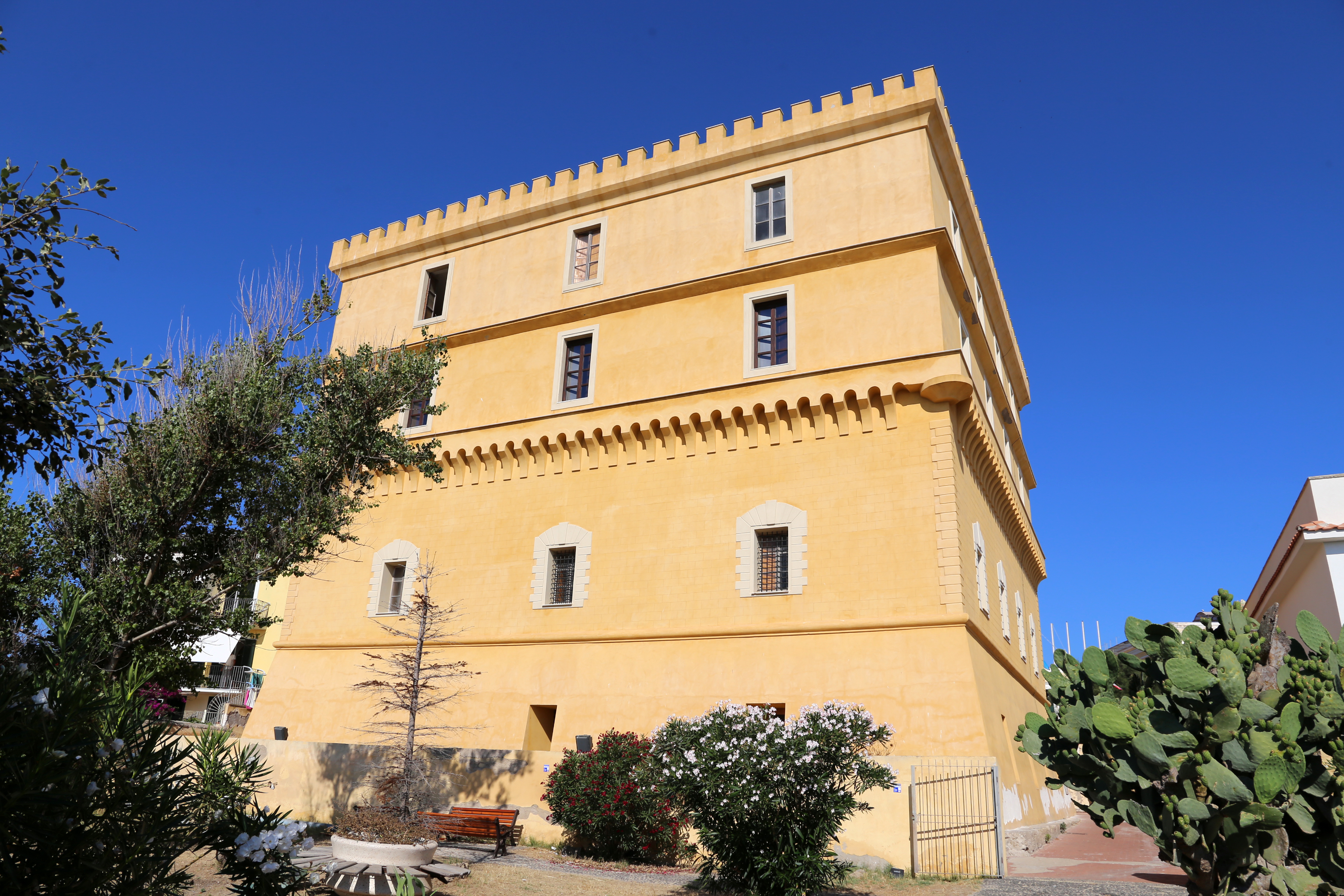
بيازا كاستيلو
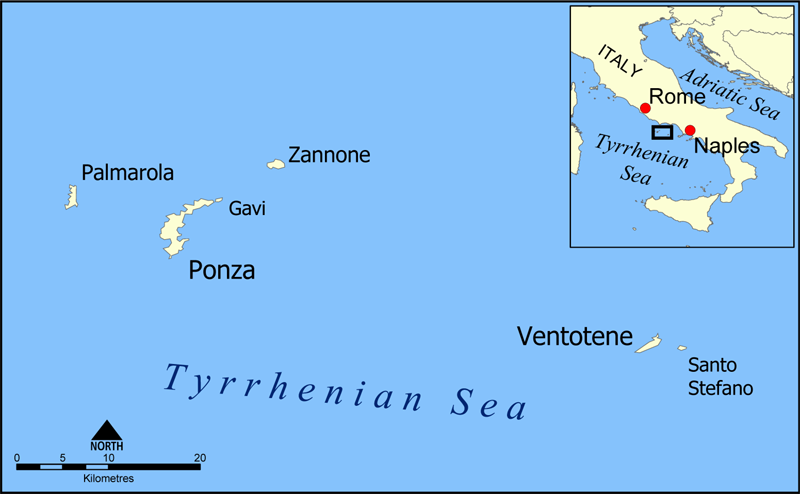
فينتوتيني وجزر بونتين
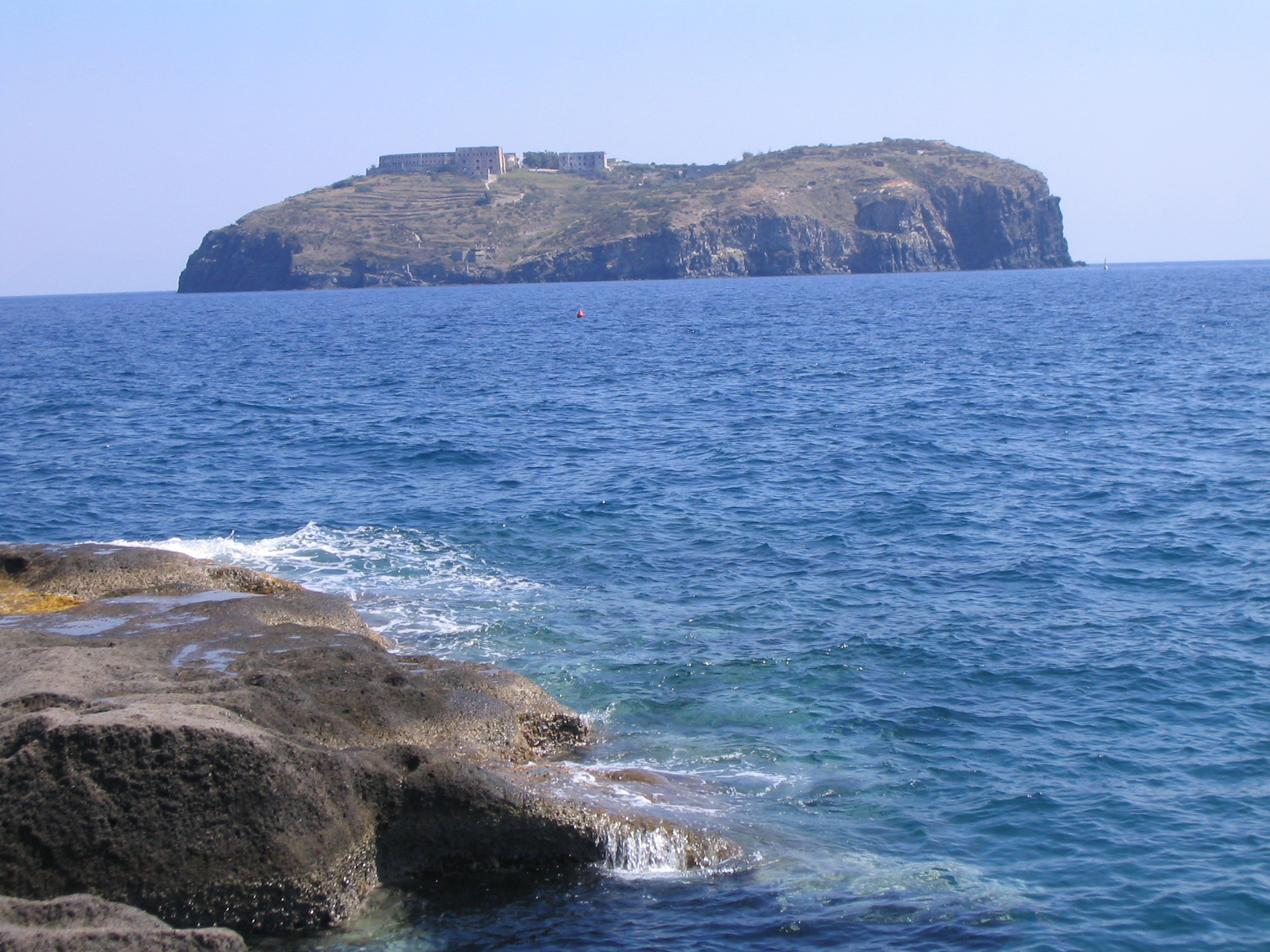
جزيرة سانتو ستيفانو كما تظهر من فينتوتيني
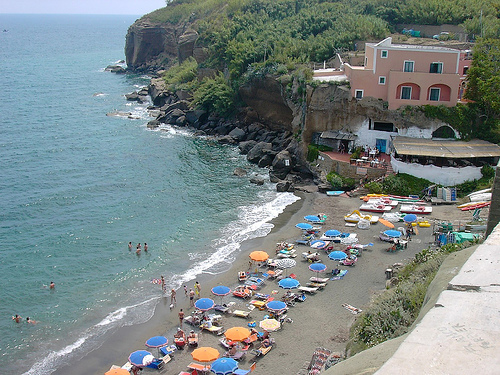
شاطئ كالا نافي

## وصلات خارجية
- Ventotene official website
- ‘Tiny, charming island offers taste of pure Italy’, cnn.com/travel, October 6, 2008.
- Ventotene: An Island in The Global Herald, July 2011
- "Ventotene". برنامج البراكين العالمي. مؤسسة سميثسونيان. مؤرشف من الأصل في 2019-01-26. اطلع عليه بتاريخ 2016-09-14.